# 쓰루야마촌 (오카야마현 오쿠군)
쓰루야마촌(鶴山村)은 오카야마현 남동부, 오쿠군에 존재했던 촌이다. 1955년 3월 31일에 비젠정, 이리정, 가가토정, 쓰루야마촌과 합병해 새로운 비젠정이 되어 소멸하였다. 현재의 비젠시 남동부에 위치한다.

## 역사
- 1889년 6월 1일 - 시정촌 시행에 의해 오쿠군 쓰루야마촌이 발족하였다.
- 1955년 3월 31일 - 와케군 비젠정, 가가토정, 이리정, 쓰루야마촌과 합병해 새로운 비젠정이 발족하여 소멸하였다.